# Liberalismo religioso
O liberalismo religioso é uma concepção de religião que enfatiza a liberdade pessoal e de grupo e a racionalidade. É uma atitude em relação à própria religião, em oposição à noção crítica da religião a partir de uma posição secular, e em oposição à crítica de uma religião diferente da sua, a qual contrasta com uma abordagem tradicionalista ou ortodoxa, e é diretamente combatida por tendências de fundamentalismo religioso. Relaciona-se com a liberdade religiosa, que é a tolerância de diferentes crenças e práticas religiosas, mas nem todos os difusores da liberdade religiosa são a favor do liberalismo religioso, e vice-versa.

## Visão geral
No contexto do liberalismo religioso, o liberalismo transmite os preceitos do liberalismo clássico tal como se esse se desenvolveu durante o  Iluminismo, que constitui o ponto de partida tanto do liberalismo religioso como do liberalismo político; mas o liberalismo religioso não coincide necessariamente com todos os significados de liberalismo na filosofia política. Por exemplo, uma tentativa empírica de mostrar uma ligação entre o liberalismo religioso e o liberalismo político revelou-se inconclusiva num estudo realizado em 1973 no Illinois. 
O uso do termo liberal no contexto da filosofia religiosa surgiu já em meados do século XIX  e consolidou-se na primeira parte do século XX; por exemplo, em 1936, o professor de filosofia e ministro dos Discípulos de Cristo Edward Scribner Ames escreveu no seu artigo "Liberalismo na Religião": 

O termo "liberalismo" parece estar a desenvolver um uso religioso que lhe dá um significado crescente. Contrasta mais nitidamente com o fundamentalismo e significa um significado muito mais profundo do que o modernismo. O fundamentalismo descreve uma atitude relativamente acrítica. Nele, o costume, o tradicionalismo e o autoritarismo são dominantes. ... Não há dúvida de que a perda da fé tradicional deixou muitas pessoas confusas e sem rumo, e elas estão a descobrir que não há satisfação adequada na mera excitação ou na fuga dos seus melhores ideais. Anseiam por um sentido mais profundo e por uma direção para a sua vida. O liberalismo religioso, não como culto, mas como atitude e método, volta-se para as realidades vivas, para as tarefas concretas de construção de uma vida humana individual e colectiva mais significativa.
Os tradicionalistas religiosos, que rejeitam a ideia de que os princípios da modernidade devem ter qualquer impacto na tradição religiosa, contestam o conceito de liberalismo religioso. Os secularistas, que rejeitam a ideia de que a implementação do pensamento racionalista ou crítico deixa qualquer espaço para a religião, contestam igualmente o liberalismo religioso. 

## No Cristianismo
"Cristianismo Liberal" é um termo genérico para certos desenvolvimentos na teologia e cultura cristã desde o Iluminismo do final do século XVIII. Tornou-se predominantemente dominante nas principais denominações cristãs do mundo ocidental , mas é combatido por um movimento de fundamentalismo cristão que se desenvolveu em resposta a estas tendências, e pelo Evangelicalismo em geral. Também contrasta com formas conservadoras de cristianismo fora do mundo ocidental e fora do alcance da filosofia iluminista e do modernismo, principalmente dentro do cristianismo oriental.  A Igreja Católica, em particular, tem uma longa tradição de controvérsia em relação a questões de liberalismo religioso. O cardeal John Henry Newman (1801-1890), por exemplo, foi considerado moderadamente liberal pelos padrões do século XIX porque criticava a infalibilidade papal, mas se opôs explicitamente ao "liberalismo na religião" porque argumentou que isso levaria ao relativismo completo. 
O estudioso bíblico presbiteriano conservador J. Gresham Machen criticou o que chamou de "liberalismo naturalista" em seu livro de 1923, Cristianismo e Liberalismo, no qual pretendia mostrar que "apesar do uso liberal da fraseologia tradicional, o liberalismo moderno não é apenas uma religião diferente da cristianismo, mas pertence a uma classe totalmente diferente de religiões”.  O apologista cristão anglicano C.S. Lewis expressou uma visão semelhante em meados do século XX, argumentando que a "teologia do tipo liberal" equivalia a uma reinvenção completa do Cristianismo e a uma rejeição do Cristianismo tal como entendido pelos seus próprios fundadores. 

## No Judaísmo
Os reformadores religiosos judeus-alemães começaram a incorporar o pensamento crítico e as ideias humanistas no Judaísmo a partir do início do século XIX. Isso resultou na criação de várias denominações não ortodoxas, desde o Judaísmo Conservador moderadamente liberal até o Judaísmo Reformista muito liberal. A ala moderada do Judaísmo Ortodoxo Moderno, especialmente a Ortodoxia Aberta, defende uma abordagem semelhante. 

## No Islã
O liberalismo e o progressismo dentro do Islão envolvem muçulmanos professos que criaram um corpo considerável de pensamento liberal sobre a compreensão e a prática islâmicas.  Seu trabalho às vezes é caracterizado como "Islã progressista" (al-Islām at-taqaddumī); alguns estudiosos, como Omid Safi , consideram o Islã progressista e o Islã liberal como dois movimentos distintos.  As metodologias do Islão liberal ou progressista baseiam-se na interpretação das escrituras islâmicas tradicionais (o Alcorão) e de outros textos (como o Hadith ), um processo denominado ijtihad. Isso pode variar do leve ao mais liberal, onde apenas o significado do Alcorão é considerado uma revelação, com sua expressão em palavras vistas como obra do profeta Maomé em sua época específica e contexto. 
Os muçulmanos liberais consideram que estão retornando aos princípios da intenção ética e pluralista da umma inicial do Alcorão.  Distanciam-se de algumas interpretações tradicionais e menos liberais da lei islâmica, que consideram como de base cultural e sem aplicabilidade universal. O movimento reformista usa Tawhid (monoteísmo) "como um princípio organizador para a sociedade humana e a base do conhecimento religioso, história, metafísica, estética e ética, bem como da ordem social, econômica e mundial".  O Modernismo Islâmico foi descrito como "a primeira resposta ideológica muçulmana ao desafio cultural ocidental"  tentando reconciliar a fé islâmica com valores modernos como o nacionalismo, a democracia, os direitos civis, a racionalidade, a igualdade e o progresso. Apresentava um "reexame crítico das concepções e métodos clássicos de jurisprudência" e uma nova abordagem à teologia islâmica e à exegese do Alcorão. 
Foi o primeiro de vários movimentos islâmicos — incluindo o secularismo , o islamismo e o salafismo — que surgiram em meados do século XIX em reação às rápidas mudanças da época, especialmente o ataque percebido da cultura ocidental e do colonialismo no mundo muçulmano.  Os fundadores incluem Muhammad Abduh, um xeque da Universidade Al-Azhar por um breve período antes de sua morte em 1905, Jamal ad-Din al-Afghani e Muhammad Rashid Rida (falecido em 1935). 
Os primeiros modernistas islâmicos (al-Afghani e Muhammad Abdu) usaram o termo salafiyya  para se referir à sua tentativa de renovação do pensamento islâmico,  e este movimento salafiyya é frequentemente conhecido no Ocidente como "modernismo islâmico", embora é muito diferente do que atualmente é chamado de movimento salafista , que geralmente significa "ideologias como o wahhabismo ".  De acordo com Malise Ruthven, o modernismo islâmico sofreu desde o seu início com a cooptação do seu reformismo original tanto pelos governantes secularistas como pelos "ulemás oficiais ", cuja "tarefa é legitimar" as acções dos governantes em termos religiosos.  Exemplos de movimentos liberais dentro do Islã são os Muçulmanos Britânicos Progressistas (formados após os ataques terroristas de Londres em 2005 , extintos em 2012), os Muçulmanos Britânicos pela Democracia Secular (formados em 2006) ou os Muçulmanos pelos Valores Progressistas (formados em 2007). 

## Nas religiões orientais
As religiões orientais não foram imediatamente afetadas pelo liberalismo e pela filosofia iluminista, e empreenderam parcialmente movimentos de reforma apenas após contacto com a filosofia ocidental nos séculos XIX e XX. Assim, os movimentos de reforma hindus surgiram na Índia britânica no século XIX. O modernismo budista (ou "Novo Budismo") surgiu em sua forma japonesa como uma reação à Restauração Meiji e foi novamente transformado fora do Japão no século 20, dando origem notavelmente ao Zen Budismo moderno.  

## Religião liberal no Unitarismo
O termo religião liberal tem sido usado por cristãos unitaristas, bem como por universalistas unitaristas, para se referirem à sua própria marca de liberalismo religioso; o termo também tem sido usado por não unitaristas, como os quakers. O Journal de Religião Liberal foi publicado pela União Ministerial Unitarista, pela Escola de Teologia de   Meadville e pela Associação Ministerial Universalista  de 1939 a 1949, e foi editado por James Luther Adams, um influente teólogo Unitarista. Cinquenta anos mais tarde, uma nova versão da revista foi publicada em formato eletrónico de 1999 a 2009. 

## Brasil
O liberalismo religioso no Brasil é um tema que tem ganhado destaque nos últimos anos. À medida que a sociedade evolui, muitos indivíduos têm buscado formas mais flexíveis de praticar sua fé. Esse movimento é caracterizado pela tolerância religiosa e pela busca por uma convivência pacífica entre diferentes crenças. Nesse contexto, o Brasil tem testemunhado um aumento na diversidade de práticas religiosas. As pessoas estão mais abertas a explorar diferentes caminhos espirituais e a respeitar as escolhas dos outros. Esse é um avanço importante em direção a uma sociedade mais inclusiva e plural. 
Além disso, o liberalismo religioso no Brasil tem influenciado o debate público sobre questões morais e éticas. Muitos indivíduos estão dispostos a discutir assuntos delicados, como o casamento entre pessoas do mesmo sexo, o aborto e a eutanásia, à luz de suas próprias crenças e valores religiosos. No entanto, o liberalismo religioso também enfrenta desafios. Existem grupos e indivíduos que resistem a essa tendência e defendem visões religiosas mais conservadoras. O equilíbrio entre a liberdade religiosa e o respeito aos direitos humanos continua sendo um tema de debate. 

## Literatura
- Newman, Jay (1991). «Religious liberalism». On religious freedom. Ottawa: University of Ottawa Press. pp. 143–180. ISBN 0776603086. OCLC 25051708